# ピカソ・トリガー/殺しのコード・ネーム
『ピカソ・トリガー/殺しのコード・ネーム』（原題：Picasso Trigger、フィリピンでは『Secret Agent 7』という作品名で公開）は、アンディ・シダリスが脚本と監督を務めた、1988年のアクション映画。
「トリプルB」シリーズ第3弾。「ピカソ・トリガー」シリーズとしては、第1作目。

## 概要
スティーヴ・ボンドをはじめとして、7人ものプレイメイト（ドナ・スピア、ホープ・マリー・カールトン、ロバータ・ヴァスケス、シンシア・ブリムホール、キム・マーリン、パティ・ダフェック、そして元プレイメイト・オブ・ザ・イヤーのリヴ・リンデランド）やハロルド・ダイアモンドが出演している。
タイトルの「Picasso Trigger」は、紅海周辺に生息するムラサメモンガラ近縁種であるピカソトリガーフィッシュのことを指す。気性が荒く、劇中では、この世で最も残虐な魚と評されている。

## あらすじ
「ピカソ・トリガー」をコードネームとする二重スパイが、高価な絵画をパリに寄贈した直後、何者かに射殺される。この暗殺事件を発端にして、FBI捜査官が次々と消されていく。
捜査官たちを襲っていたのは、前作『グラマー・エンジェル危機一発』（1987年）で弟を殺されたミゲル・オーティスであった。彼は復讐のため、弟の暗殺に関わっていた捜査官たちを暗殺していく。
特別捜査官のトラヴィスは、FBIの腕利き捜査官ドナたちと協力して、事件の真相を追う。オーティスの凶行を阻止し、殺された仲間の仇を討つことになる。

## キャスト
- トラヴィス・アビレーン - スティーヴ・ボンド（英語版）

特別捜査官
- ドナ - ドナ・スピア
- タリン - ホープ・マリー・カールトン
- パンテラ - ロバータ・ヴァスケス
- ジェイド - Harold Diamond
- エディ - シンシア・ブリムホール
- インガ - リヴ・リンデランド
- サラザール - ジョン・アプレア（英語版）

国際犯罪組織の首領。「ピカソ・トリガー」のコードネームで呼ばれている二重スパイ。
- ミゲル・オーティス - ロドリゴ・オブレゴン

犯罪組織のボス。報復のため、次々とFBI捜査官たちを襲う。

## 公開
本作は、1988年2月に米国で公開された。その後、1992年3月18日、フィリピンにて『Secret Agent 7』とタイトルを変更したうえで劇場公開された。

## 参照
- ガールズ・ウィズ・ガンズ